# Belarusiska republikanska ungdomsförbundet
Belarusiska republikanska ungdomsförbundet (ryska: Белорусский республиканский союз молодежи (БРСМ), translitteration: Belorusskij respublikanskij sojuz molodeži (BRSM)) är ett belarusiskt ungdomsförbund vars mål är att främja patriotism och att inge moraliska värderingar till Belarus ungdom, med hjälp av aktiviteter såsom camping, sportaktiviteter och genom att besöka minnesmärken. Organisationen skapades efter en sammanslagning av andra ungdomsgrupper 2002 och är efterträdaren till det kommunistiska ungdomsförbundet i den Vitryska sovjetiska socialistrepubliken. BRSM är den största ungdomsgruppen i Belarus och stöds av den belarusiska regeringen. Vissa personer har anklagat gruppen för att ha använt tvång och tomma löften för att rekrytera nya medlemmar och för att ha använts som propaganda för Aleksandr Lukasjenkos regering. 

## Skapande

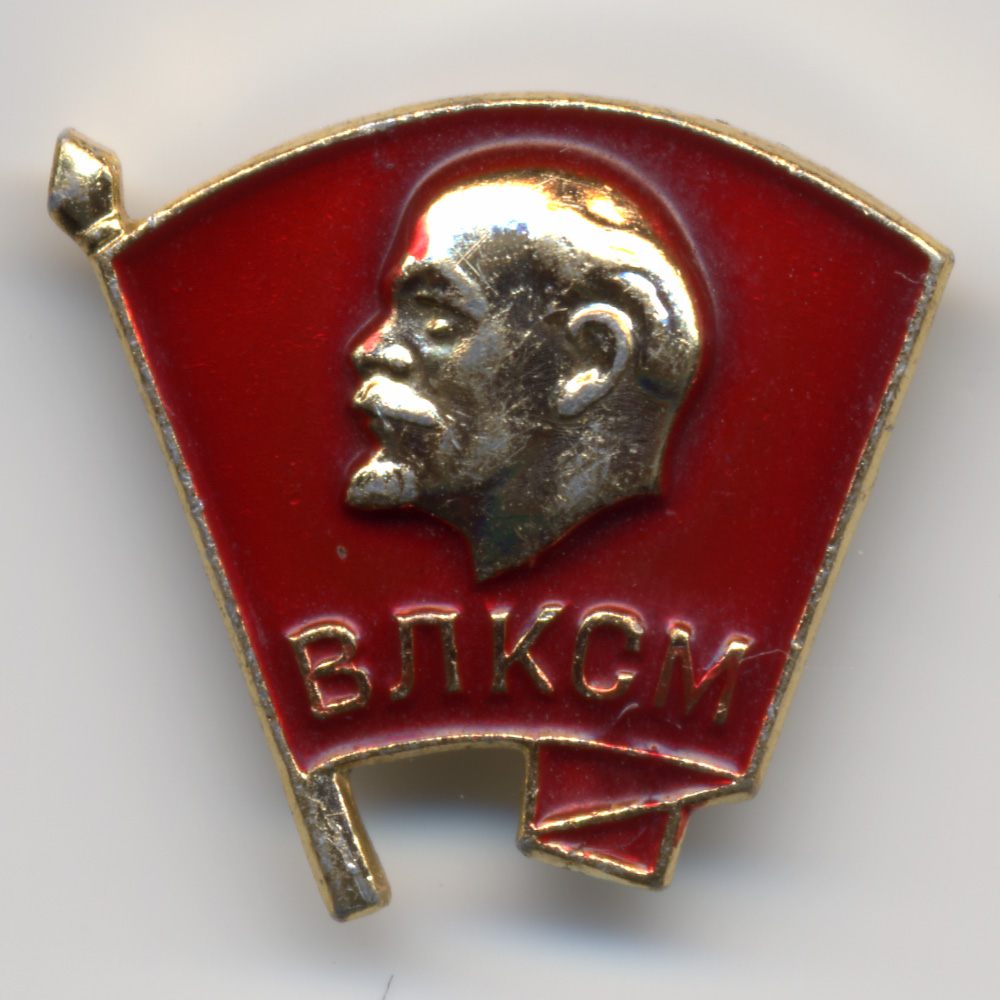
Bilden föreställer Lenin på en Komsomol-pin

Belarusiska republikanska ungdomsförbundet skapades den 6 september 2002 efter sammanslagningen av två belarusiska ungdomsorganisationer: den Vitryska ungdomsorganisationen och den Vitryska patriotiska ungdomsorganisationen. Den Vitryska ungdomsorganisationen har ansetts vara den största efterträdaren till Komsomols underavdelning i Vitryska SSR,, och den Vitryska patriotiska ungdomsorganisationen skapades 1997 av Belarus president Aleksandr Lukasjenko. Lukasjenko offentliggjorde inte bara ett påbud om skapandet av BRSM, utan också påbud som gav BRSM regeringsstöd, mest från utbildningsavdelningen och presidentens administration. President Lukasjenko poängterade i sitt årliga tal till nationen 2003 nödvändigheten i att BRSM spelade en nyckelroll i livet i Belarus: 
| ” | The youth — our major pillar — is at the heart of our plans and targets. We have hardly used its powerful potential yet. We often "brush aside" youth's initiatives. Many managers avoid direct contact with the youth, they are afraid of acute questions. They are incapable of involving young people into useful public activities. We should work in this direction. It will help avoid a number of negative phenomena in the youth environment. This situation calls for a greater role of the Belarusian Republican Youth Union. It should demonstrate its abilities as an organizer, a leader of the national youth movement. | „ |

## Organisation
BRSM:s nationella högkvarter finns i Belarus huvudstad Minsk. Alla oblaster i Belarus — Minsk, Brest, Vitsebsk, Homiel, Grodno och Mogilev — har sina egna grenar av BRSM. BRSM har uppskattat antalet grenar till 6803 stycken i Belarus.
Det nationella ledarskapet i BRSM kontrolleras av centralkommittén, som anförs av centralkommitténs förste sekreterare. Den nuvarande förste sekreteraren är Leonid Kovalev. Under den förste sektreteraren är centralkommitténs andre sekreterare, ordföranden i den centrala utredningskommissionen och tre sekreterare i centralkommittén. Kollektivt kallas de här ledarna BRSM:s sekretariat.
Även om den exakta årliga finansieringen för BRSM inte är känt, kommer majoriteten av finansieringen från Belarus regering.

## Symboler
BRSM har två officiella symboler: ett emblem och en flagga. Emblemet, som är baserat på Komsomol-märket och finns på Vitrysslands flagga, har ett rött band som bär BRSM:s initialer skrivet i guld med kyrilliska alfabetet, över ett grönt band som bär en gyllene olivkvist. BRSM:s flagga har samma element som emblemet, men baksidan av flaggan bär organisationens fulla namn i guld (på Ryska) i den röda sektionen, med en grön sektion som dock är oprydd.

## Medlemskap

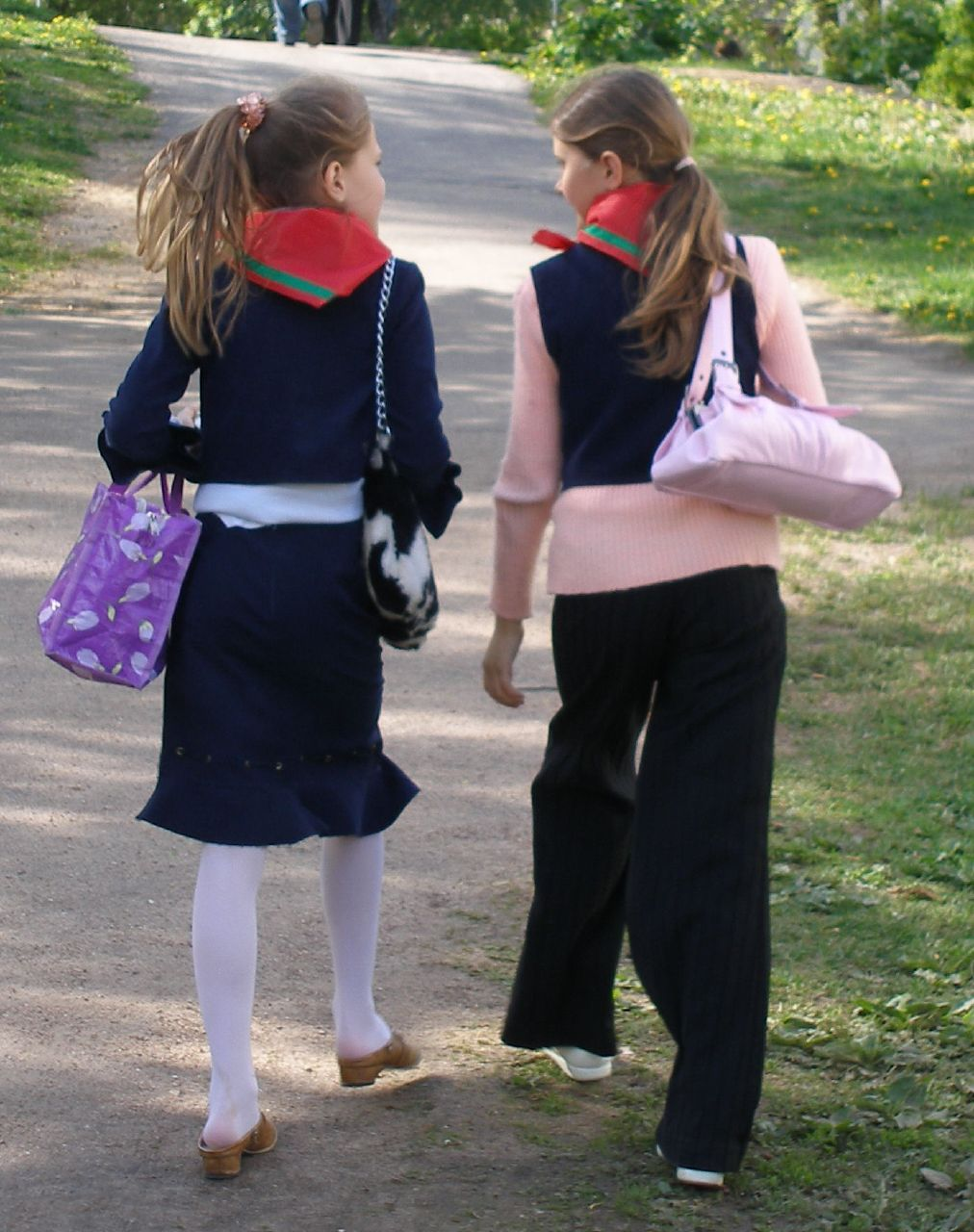
Två unga medlemmar som går i Minsk

För att gå med i BRSM måste den sökande vara mellan 14 och 31 år gammal och skicka ett fotografi av sig själv till organisationen. Om den sökande är mellan 14 och 16 måste en skriftlig tillåtelse från föräldrar eller förmyndigare skickas med. När Institute for War and Peace Reporting räknade antalet medlemmar i BRSM 2003 kom de fram till att organisationen hade ungefär 120 000 medlemmar.
Medlemmarna måste också betala en engångsavgift på 1 400 belarusiska rubel (ungefär 4 kronor) och en årlig avgift för att fortsätta ha kvar sitt medlemskap i BRSM. Det totala beloppet avgiften uppnår beror på personens levnadsstandard och arbete, och FEE WAIVERS är garanterade för föräldralösa och handikappade barn.

## Aktiviteter

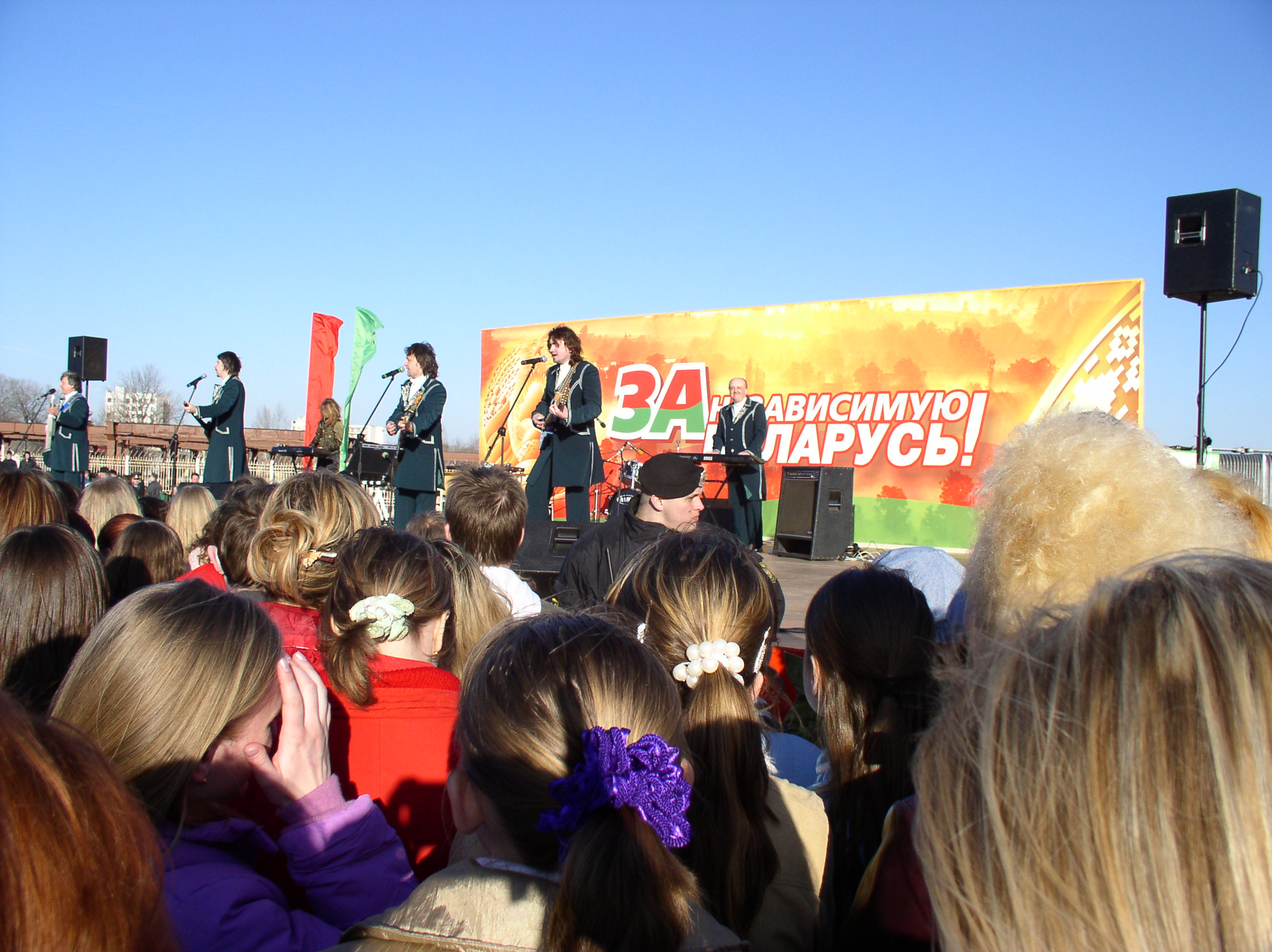
En konsert "för Belarus självständighet" anordnad av BRSM 2007

Många av BRSM:s aktiviteter har likheter med de som utfördes under Sovjets Komsomol. BRSM:s huvudaktiviteter omfattar gynnandet av den belarusiska patriotismen. Detta uppnås genom att delta i krans-läggande ceremonier vid olika minnesmärken runt om i landet. BRSM-medlemmar delar också ut blommor till veteraner från Stora fosterländska kriget (Andra världskriget) för att hedra deras tjänstgöring under День Победы (Segerdagen). Både monumentbesöken och blommorna till veteranerna ger BRSM-medlemmar en idé om vilken uppoffring deras förfäder gjorde. Under andra nationella helgdagar delar BRSM ut ett band som liknar Vitrysslands flagga, som man kan ha på sig på sin tröja eller jacka. Detta program, tillsammans med andra händelser, är en del av deras "För Belarus!" (За Беларусь!)-kampanj.
BRSM deltar också i utomhusaktiviteter och sportaktiviteter, som fotboll, löpning, simning och ishockey. Några av dessa idrottsevenemang involverar andra grupper från Belarus eller närliggande länder, som Ryssland, Ukraina eller Lettland. BRSM-medlemmar deltar också i tävlingar mot sig själva eller mot andra liknande utländska grupper. 
Sociala evenemang, som konserter för Belarus ungdom, hålls också av BRSM. Dock har nynazister inte bara varit med på några av dessa BRSM-sponsrade konserter, utan också framträtt i showen. BRSM har kritiserats för detta av lokala ledare och veteraner. BRSM var en av huvudorganisatörerna till 2004 års "Miss Belarus"-parad, en skönhetstävling motsvarande Miss America och Miss Universum. Medan BRSM inte engagerar sig politiskt, skrev dess första sekreterare, Mikhail Ord, ett brev tillsammans med offentliga där han kritiserade USA:s Belarus Democracy Act of 2004.
BRSM är medlem av Demokratisk Ungdoms Världsfederation.

## Kritik
I Belarus har BRSM anklagats för att använda oetiska metoder för att öka antalet medlemmar. Hävdan, som gjorts av lärare och studenter i Belarus, är att medlemmar som gått med i BRSM antingen tvingades till det eller lurades in av löften, som omfattade rabatt vid lokala angelägenheter, boende i bra sovsalar och hjälp vid att hitta jobb efter college.  År 1999 
rapporterades det att belarusiska oppositionella aktivister kallade företrädaren för BRSM för "Lukamol" (Лукамол). Termen är en kombination av Lukasjenko och Komsomol, och syftar på Lukasjenkos användning av ungdomsorganisationen för att utvidga sin politiska bas och som personkult. 

Människorättsorganisationen Human Rights Watch (HRW) har kritiserat BRSM:s ledning för att ha begränsat den akademiska friheten på belarusiska campus. HRW nämnde i en rapport från 1999 att 
| ” | although [the BPSM are] ostensibly politically neutral, the centralization of appointments of rectors and the increasingly institutionalized position occupied by the BPSM in student life have created a campus environment conducive to propagation of political orthodoxy and the squelching of independent views rather than one conducive to the open-ended inquiry and expression essential to academic excellence. | „ |

Förenta nationerna har påstått att Lukasjenkos regering har, antingen direkt eller indirekt, skapat en icke-regerings organisation (NGO) som används av regeringen för att få publicitet. FN påstår i en rapport som släpptes tidigt 2003 att BRSM mestadels används av President Lukasjenko som ett sätt att rekrytera tjänstemän till regeringen. Samma rapport kommenterar också att andra icke-statliga ungdomsorganisationer har problem med finansiering och att deras medlemmar utesluts ur sina skolor, och därför måste gå med i BRSM som en sista utväg. 